# Brendan Fraser

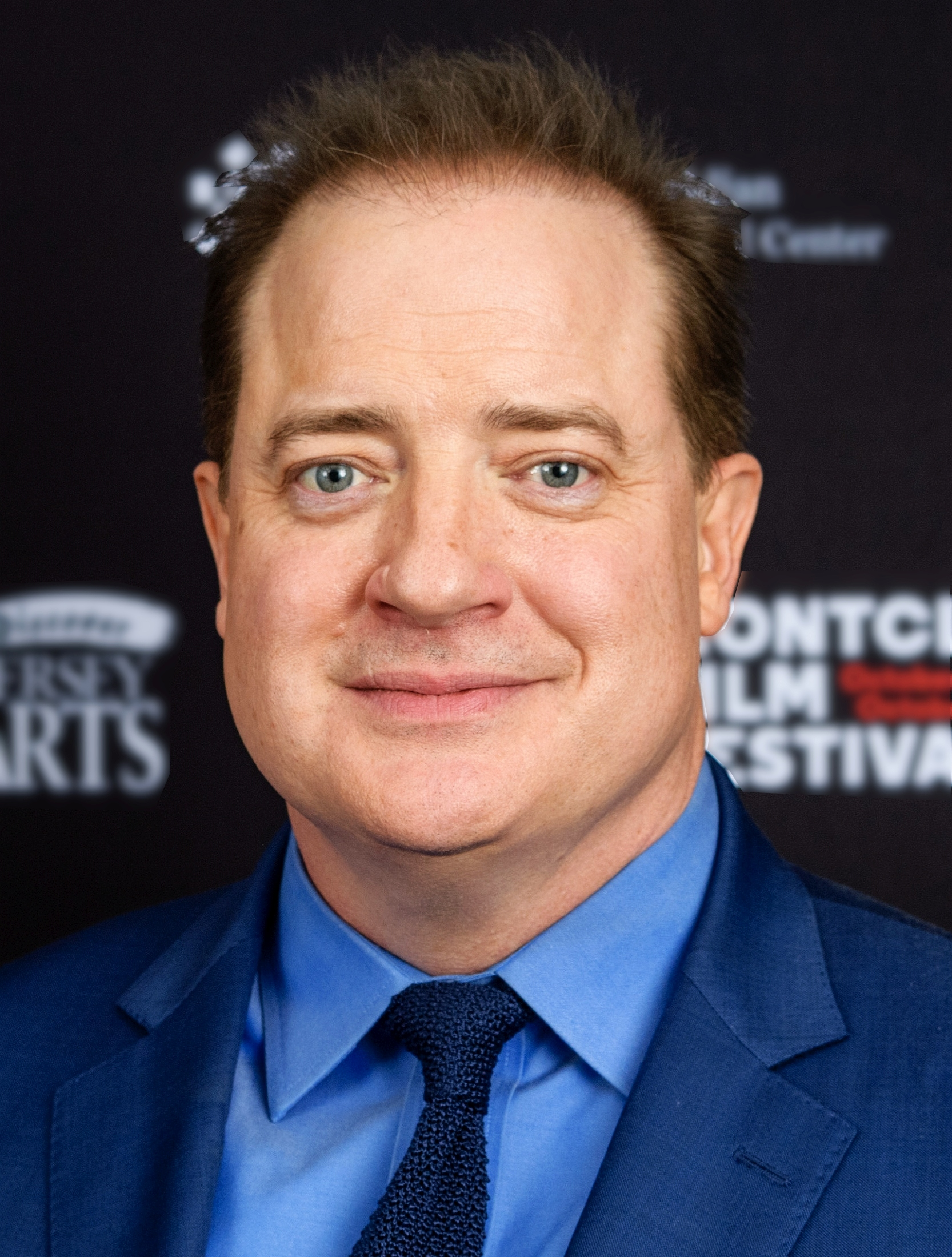
Brendan Fraser (2022)

Brendan James Fraser (* 3. Dezember 1968 in Indianapolis, Indiana) ist ein US-amerikanisch-kanadischer Schauspieler.
Bekannt wurde er ab Anfang der 1990er-Jahre, als er Rollen in Filmen wie Steinzeit Junior, Airheads, George – Der aus dem Dschungel kam oder Eve und der letzte Gentleman hatte. Aufsehenerregend war seine Rolle des Richard „Rick“ O’Connell in Die Mumie, 2001 und 2008 folgten mit Die Mumie kehrt zurück und Die Mumie: Das Grabmal des Drachenkaisers zwei Fortsetzungen.
Fraser feierte 2022 ein erfolgreiches Comeback, als er in Darren Aronofskys Film The Whale die Hauptrolle eines übergewichtigen, schwerkranken Englischprofessors übernahm. Seine Performance erlangte weltweit positive Resonanz. 2023 gewann er für The Whale den Oscar, den Critics’ Choice Award, den Screen Actors Guild Award und wurde für den Golden Globe Award und den British Academy Film Award nominiert.

## Leben

### Jugend
Brendan Fraser wurde im US-Bundesstaat Indiana als Sohn kanadischer Eltern geboren. Er entstammt einer Familie mit irischen, schottischen, deutschen, tschechischen und frankokanadischen Wurzeln. Sein Vater war in der Tourismus- und Reisebranche tätig. Aufgrund der Arbeit des Vaters musste die Familie regelmäßig umziehen, und so kam Fraser als Kind viel herum. Mit seinen drei älteren Brüdern verbrachte er längere Zeit in den Niederlanden, der Schweiz, in Rom, in London und auch in verschiedenen Städten in den USA. Auch später verlor er seine Reiselust nicht und bereiste viele fernöstliche Länder.
Schon im Alter von zwölf Jahren trat Fraser in Londoner Theatern auf. Später, im Jahre 2001, spielte er erneut eine Theaterrolle in London in dem West-End-Hit Die Katze auf dem heißen Blechdach (Cat on a Hot Tin Roof) von Tennessee Williams.

### Karriere
Er studierte Schauspiel am Upper Canada College in Toronto und machte den Abschluss am Actor’s Conservatory Cornish College of the Arts in Seattle.
Ab dem Jahr 1991 nahm er erste Filmrollen an, zu Beginn nur in Komödien wie Airheads (1994). Seinen Durchbruch in der Filmbranche erlangte Fraser 1992 durch die Verkörperung eines Höhlenmenschen in der Komödie Steinzeit Junior. Weitere internationale Bekanntheit erlangte er 1999 durch die Rolle des Richard „Rick“ O’Connell (neben Rachel Weisz und John Hannah) in dem kommerziell erfolgreichen Abenteuerfilm Die Mumie. 1997 bewies er an der Seite von Ian McKellen in dem Film Gods and Monsters, einer Filmbiografie über den Horrorfilm-Regisseur James Whale, auch ernste Rollen erfolgreich umsetzen zu können.
2002 spielte er neben Michael Caine in Der stille Amerikaner, einer Neuverfilmung des gleichnamigen Graham-Greene-Romans, die zweite Hauptrolle und wandte sich in der Folge vorwiegend ernsteren Filmstoffen zu. Im selben Jahr trat er in dem ebenfalls recht erfolgreichen Fortsetzungsfilm Die Mumie kehrt zurück erneut in seiner Rolle als Rick O’Connell auf. 2003 übernahm Fraser die Hauptrolle in der Filmkomödie Looney Tunes: Back in Action, wo er an der Seite von Cartoon-Figuren wie Bugs Bunny und Daffy Duck zu sehen war. Der Film floppte jedoch an den Kinokassen.
In der Krankenhausserie Scrubs – Die Anfänger trat er dreimal in der Nebenrolle des Ben Sullivan auf, des besten Freunds und (Ex-)Schwagers von Dr. Cox, wobei er als leukämiekranker Bruder von Jordan und Hobby-Fotograf, passend zu Frasers Liebe zur Fotografie, für Chaos sorgte.

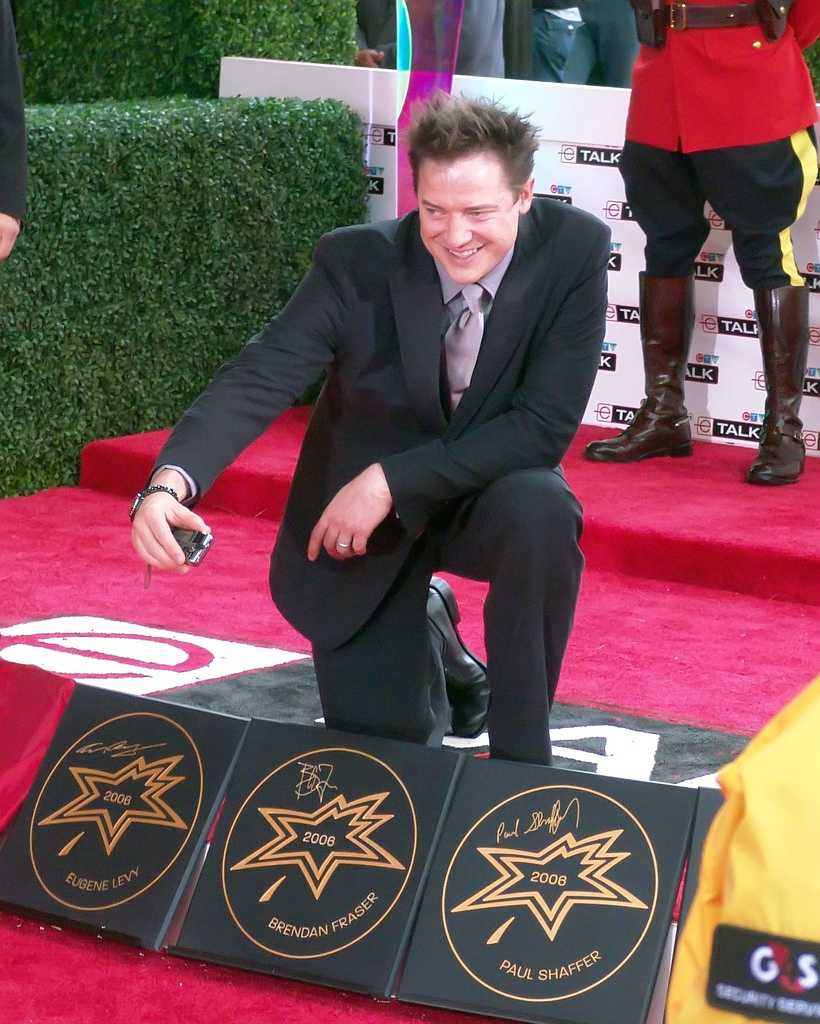
Brendan Fraser bei der Einweihung seines Sterns auf dem Canada’s Walk of Fame (2006)

In der Verfilmung des Cornelia-Funke-Romans Tintenherz war Fraser 2008 als Mo Folchart in einer der Hauptrollen zu sehen. Die Autorin der Romanvorlage hatte im Vorfeld des Öfteren verlauten lassen, Fan von Fraser zu sein und sich ihn bei einer filmischen Umsetzung ihrer Tintenwelt-Bücher in der männlichen Hauptrolle zu wünschen. Sie widmete dem Schauspieler den zweiten Band der Reihe, Tintenblut. Im selben Jahr verkörperte Fraser zudem ein drittes Mal seine alte Paraderolle des Rick O’Connell in Die Mumie: Das Grabmal des Drachenkaisers.
Den Höhepunkt seiner Karriere erreichte Fraser in den frühen 2000er Jahren, nach einer Reihe von kommerziellen Misserfolgen war es stiller um ihn geworden. Fraser sagte dazu, sich bewusst aus Hollywood zurückgezogen zu haben, nachdem er sexuell belästigt worden war. Außerdem sei sein Körper nach den zahlreichen selbst absolvierten Stunts in Actionfilmen zerschunden gewesen.
Seitdem ist er häufiger in verschiedenen Fernsehproduktionen zu sehen. 2021 wurde zudem bestätigt, dass Fraser in der kommenden Comicverfilmung Batgirl die Rolle des Antagonisten Firefly übernehmen soll. Zwar wurden die Dreharbeiten beendet, im August 2022 wurde aber bekannt, dass Batgirl nicht veröffentlicht werden soll. Im selben Jahr übernahm Fraser die Titelrolle in Darren Aronofskys The Whale. Für seine Darstellung eines krankhaft übergewichtigen, bisexuellen Mannes erhielt er zahlreiche Preise, darunter den Oscar als bester Hauptdarsteller.
2022 wurde ebenfalls bekannt, dass Fraser eine Rolle in Martin Scorseses neuem Film Killers of the Flower Moon neben Leonardo DiCaprio, Robert De Niro, Jesse Plemons und Lily Gladstone übernehmen wird. Der Film wurde 2023 im Rahmen der Internationalen Filmfestspiele von Cannes erstmalig vorgestellt.
Deutscher Synchronsprecher von Fraser ist Torsten Münchow.

### Privatleben
Fraser war ab September 1998 mit seiner langjährigen Freundin, der Schauspielkollegin Afton Smith, verheiratet und hat mit ihr drei Söhne. Im Dezember 2007 gab das Paar die Trennung bekannt. Nach der Scheidung wurde Fraser zu verschiedenen Unterhaltszahlungen von monatlich insgesamt 75.000 US-Dollar über einen Zeitraum von zehn Jahren verpflichtet. Anfang 2013 beantragte Fraser bei den Gerichten eine Kürzung seiner Unterhalts- und Kindergeldzahlungen und gab an, er sei nicht in der Lage, die jährliche Verpflichtung von 900.000 US-Dollar zu erfüllen; Smith beschuldigte Fraser, ihr Vermögenswerte vorzuenthalten.
Im Jahr 2018 gab Fraser an, im Sommer 2003 von Philip Berk, dem Präsidenten der Hollywood Foreign Press Association, sexuell genötigt worden zu sein. Die sexuelle Nötigung, seine Scheidung, der finanzielle Ruin und der Tod seiner Mutter führten Fraser eigenen Angaben zufolge in eine Depression.
Wegen der Stunts, die Fraser in seinen Actionrollen durchführte, unterzog sich Fraser über einen Zeitraum von sieben Jahren mehreren Operationen, darunter einem teilweisen Knieersatz, einer Laminektomie und einer Operation am Stimmband.
Fraser besitzt sowohl die US-amerikanische als auch die kanadische Staatsbürgerschaft und spricht fließend Französisch.

## Filmografie (Auswahl)
- 1991: My Old School (Kurzfilm)
- 1991: Das Kind des Satans (Child of Darkness, Child of Light, Fernsehfilm)
- 1991: Dogfight
- 1991: Unschuldig angeklagt (Guilty Until Proven Innocent)
- 1992: Steinzeit Junior (Encino Man)
- 1992: Der Außenseiter (School Ties)
- 1993: Twenty Bucks – Geld stinkt nicht, oder doch?
- 1993: Schwiegersohn Junior (Son in Law)
- 1993: Younger and Younger
- 1994: Ein genialer Freak (With Honors)
- 1994: Airheads
- 1994: In the Army Now – Die Trottel der Kompanie
- 1994: Der Scout (The Scout)
- 1995: Die Passion des Darkly Noon
- 1995: Perfect Crimes (Fallen Angels, Fernsehserie)
- 1995: Now and Then – Damals und heute
- 1996: Brain Candy (Kids in the Hall: Brain Candy)
- 1996: Mrs. Winterbourne
- 1996: Glory Daze – Es lebe die Uni!
- 1997: The Twilight of the Golds
- 1997: George – Der aus dem Dschungel kam (George of the Jungle)
- 1997: Verdammt, ich will Dich (Still Breathing)
- 1997–1999: Saturday Night Live (Fernsehserie)
- 1998: Gods and Monsters
- 1999: Eve und der letzte Gentleman (Blast from the Past)
- 1999: Die Mumie (The Mummy)
- 1999: Dudley Do – Right
- 2000: Teuflisch (Bedazzled)
- 2001: Monkeybone
- 2001: Die Mumie kehrt zurück (The Mummy Returns)
- 2002: Der stille Amerikaner (The Quiet American)
- 2002–2004: Scrubs – Die Anfänger (Scrubs, Fernsehserie)
- 2003: Dickie Roberts: Kinderstar  (Dickie Roberts: Former Child Star)
- 2003: Looney Tunes: Back in Action
- 2004: Revenge of the Mummy: The Ride (Kurzfilm)
- 2004: L.A. Crash (Crash)
- 2006: Am Rande der Nacht (Journey to the End of the Night)
- 2006: Krumme Geschäfte (The Last Time)
- 2007: The Air I Breathe – Die Macht des Schicksals (The Air I Breathe)
- 2008: Die Mumie: Das Grabmal des Drachenkaisers (The Mummy: Tomb Of The Dragon Emperor)
- 2008: Die Reise zum Mittelpunkt der Erde (Journey To The Center Of The Earth)
- 2008: Tintenherz (Inkheart)
- 2009: G.I. Joe – Geheimauftrag Cobra (G.I. Joe: The Rise of Cobra)
- 2010: Ausnahmesituation (Extraordinary Measures)
- 2010: Reine Fellsache (Furry Vengeance)
- 2011: Whole Lotta Sole – Raubfischen in Belfast (Whole Lotta Sole)
- 2013: Nix wie weg – vom Planeten Erde (Escape from Planet Earth, Stimme)
- 2013: HairBrained
- 2013: Gangster Chronicles (Pawn Shop Chronicles)
- 2013: ILove – geloggt, geliked, geliebt (A Case of You)
- 2013: Breakout
- 2013: Gimme Shelter
- 2014: Operation: Nussknacker (The Nut Job, Stimme)
- 2015: Texas Rising (Fernsehserie)
- 2016–2017: The Affair (The Affair, Fernsehserie)
- 2017: Nightcap (Fernsehserie, eine Folge)
- 2018: Trust (Fernsehserie, acht Folgen)
- 2018: Condor (Fernsehserie, sechs Folgen)
- 2018: Titans (Fernsehserie, eine Folge, Stimme)
- 2019–2023: Doom Patrol (Fernsehserie, Stimme)
- 2019: The Poison Rose – Dunkle Vergangenheit (The Poison Rose)
- 2019: Line of Descent
- 2020: The Professionals – Gefahr ist ihr Geschäft (Fernsehserie)
- 2021: No Sudden Move
- 2022: The Whale
- 2023: Killers of the Flower Moon
- 2024: Brothers

## Auszeichnungen (Auswahl)
- 1993: Nominierung Chicago Film Critics Association Award, Vielversprechendster Darsteller, für Der Außenseiter und Steinzeit Junior
- 1997: Auszeichnung  Seattle International Film Festival Award, Bester Schauspieler, für Verdammt, ich will Dich
- 1999: Nominierung Chlotrudis Awards, Bester Nebendarsteller, für Gods and Monsters
- 2023: Nominierung Golden Globe Award, Bester Hauptdarsteller – Drama, für The Whale
- 2023: Auszeichnung Spotlight Award des Palm Springs International Film Festivals für The Whale
- 2023: Auszeichnung Critics’ Choice Movie Award, Bester Hauptdarsteller, für The Whale
- 2023: Auszeichnung Oscar, Bester Hauptdarsteller, für The Whale
- 2023: Romy-International[15]